# Монитор са катодном цеви
Монитори са катодном цеви (енгл. CRT monitor) користе катодну цев коју је пронашао Карл Фердинанд Браун. Овај начин приказивања се користи у већини данашњих монитора, као што се катодна цев користи и у телевизорима, осцилоскопима и другим уређајима. Карактерише их велика тежина, велико заузимање простора као и висока потрошња електричне енергије, али зато имају веома добар квалитет и оштрину слике.
CRT монитор ради на принципу катодне цеви. Унутар катодне цеви, катода је загрејана метална нит која се налази у вакуумској стакленој цеви. Катодно зрачење је у ствари ток електрона који ствара електронски топ. Електрони су негативни и емитовани са катоде, док је анода позитивна што привлачи електроне који су пажљиво усмерени према усмеривачу који их помоћу магнетног или електричног поља у сноповима скреће ка аноди и екрану. Екран је прекривен фосфорним материјалом који светли ако је „погођен“ електроном. Фосфорни слој се састоји од црвених, зелених и плавих зона помоћу којих се добијају основне боје и на тај начин се добија слика на екрану. Има неколико врста филтрирања слике, три техничка решења су најпознатија: Маска (Shadow-mask), Роштиљ (Aperture-grill) и Маска са прорезима (Slot-mask) помоћу којих се добија коначна слика коју видимо.

## Појмови и особине CRT слике
Променљива резолуцијаРезолуција је број пиксела (светлећих тачака) на екрану, састоји се од хоризонталних редова ("X") и вертикалних ("Y") колона па. Стандард је да се прво пише број водоравних пиксела (нпр. 1024), а онда број усправних пиксела (нпр. 768), тако да добијамо резолуцију 1024 x 768. CRT монитори подржавају више резолуција чији квалитет зависи од величине тачке (па). За разлику од LCD монитора који добро раде само на њиховој природној резолуцији, CRT монитор има исти или сличан квалитет слике и при мањим или већим резолуцијама. То, пре свега, зависи од физичке величине монитора и величине пиксела (dot pitch), иако CRT монитор може да користи и мање и веће резолуције, он има своју оптималну резолуцију на којој ће најбоље радити, а та препоручена резолуција је обично дата у приручнику произвођача монитора, тако да није препоручљиво (због техничких разлога, али и здравствених) стављати резолуцију на највећу могућу.
Величина монитораДанас се користе величине од 15" до 22"(инча) и више. Сада се највише продају 17" модели, за обичне кориснике, који су прилично јефтини а нуде довољну резолуцију за рад (1024 x 768 препоручљива). Захтевнији корисници обично користе више простора за рад на рачунару и користе више програма истовремено, и за ту категорију корисника 19" монитор (1280 x 1024 резолуција) задовољава, док графички професионалци обично не користе мониторе мање од 21" са 1600 x 1200 резолуцијом. Величина монитора се мери у инчима (1" = 25.4 mm) и мери по дијагонали екрана, али то није стварна величина приказа (екрана). Обично ако је величина монитора 19", стварна дијагонална величина слике на екрану је за један инч мања, 18".
 (величина тачке; број тачака на дужини 1 инча)Од величине и броја тачака зависи квалитет и оштрина слике. Ако су тачке ближе једна другој и ако су мање, слика ће бити оштрија и јаснија, док се величина тачкице мери у милиметрима (mm). Расподела тачака није иста на сваком монитору, јер монитори који користе Aperture-grill технику немају исти распоред тачака као Shadow-mask филтрирање. Тачке се могу видети и голим оком уз помоћ повећала.
Брзина освежавањаозначава колико пута је слика на монитору исрцтана сваке секунде. Ово људско око не може да региструје, иако већина корисника примећује разлику ако је брзина освежавања 60 Hz (тада је слика оштра, али и немирна и неугодна за рад јер трепери) или 75 Hz (тада је слика мало мутнија, али битно стабилнија и угоднија за рад). Узмимо за пример да нам је брзина освежавања подешена на 85 пута/s (то је у већини случајева препоручена вредност), то значи да се цела слика у току једне секунде освежи 85 пута. Што је већа вредност брзине освежавања то је слика стабилнија и угоднија за рад, ако је вредност мања, слика на монитору је оштрија, али зато много трепери што замара вид. Брзина освежавања се мери у херцима (Hz).
Број бојаили дубина боја (color depth) се односи на број бита којим се дефинише једна тачка, (п). Што је већа дубина боје, монитор може да прикаже више боја и нијанси. Данашњи монитори су способни да прикажу 16.777.216 (кодира се са 32 бита од чега 24 за боје и 8 за реализам треће димензије и маркетиншки се зове True Color) боја и нијанси. Раније су коришћени и 8, 16 те 24 битни прикази (256, 65536 и 16777216 боја).
ПрикључциДанас се већином користи VGA прикључак који се налази на скоро свим графичким картицама. VGA прикључак преноси сигнале у аналогном облику које као такве користи и CRT монитор. Дигиталне информације картица у свом DAC колу претвара у аналогне, они такви иду кроз кабл до монитора а у монитору се опет у колу за дигиталну обраду препознаје основна фреквенција сигнала. Могуће је користити и више монитора одједном, то зависи од броја излаза на рачунару, односно од броја и врсте графичких картица.

## Опасности приликом коришћења
Принцип рада катодне цеви се заснива на кочењу млаза електрона при удару у аноду, што је узрок јављања X-зрака. Они су углавном безопасни, пошто је сноп електрона слаб и скоро све зрачење зауставља стакло екрана. Мања брзина освежавања екрана је заморна за људско око, иако је то у данашње време задовољавајуће решен проблем (преко 75 Hz очи се скоро не замарају). Старост монитора је исто тако битна, ако је монитор сувише стар, слика постаје мутнија што је веома напорно за људско око. Иако у друштву влада мишљење да зрачење монитора највише замара очи то ипак није потпуно тачно, јер је само гледање неке променљиве слике са мале удаљености у току дужег времена много већи напор за људско око, него незнатно зрачење које је у већини случајева безопасно.
Обично су узроци болова и непријатности друге врсте. Услед неправилног седења или држања монитора или тастатуре се јављају болови у врату, раменима, слепоочници или зглобовима шаке. Слика екрана изазива проблеме само у ситуацијама недовољне брзине освежавања или непознавања начина намештања оптималне слике (изоштрење слике, осветљај и контраст).

## Главни произвођачи
- Apple Computer
- BenQ
- Dell, Inc.
- Eizo
- Iiyama Corporation
- LG Electronics
- NEC/Mitsubishi
- Philips
- Samsung
- Sony
- ViewSonic